# Ingrid Moe
Pour les articles homonymes, voir Moe.
Ingrid Moe, née le 15 novembre 1984 à Bergen, est une coureuse cycliste norvégienne. Active sur route et en cyclo-cross, elle est championne de Norvège de cyclo-cross en 2018 et a participé au championnat du monde sur route de 2017 avec l'équipe de Norvège.

## Palmarès
- 2017-2018
  - 2e du championnat de Norvège de cyclo-cross
- 2018-2019
  -  Championne de Norvège de cyclo-cross

## Classements mondiaux
| Année                                 | 2017 | 2018 |
| ------------------------------------- | ---- | ---- |
| Classement UCI                        | 639e | 441e |
| UCI World Tour                        | 196e | 276e |
|                                       |      |      |
| Légende : nc = non classéSource : UCI |      |      |